# Blata
Blata è una casa motociclistica ceca, produttrice di mini-moto, motocicli pieghevoli e quad fondata  da Pavel Blata, da cui prende il nome. La fabbrica si trova nella prima periferia di Blansko.

## Storia
Dal 1974 Pavel Blata lavora a Povážské come pilota collaudatore di un'azienda meccanica. Nel 1991 costruisce la prima minimoto nel suo garage. L'anno successivo Blata produce 554 minimoto e inizia lo sviluppo di uno scooter. Nel 1994 iniziano le esportazioni in USA e EU e viene fondata la "BLATA CUP" minibike racing. L'azienda raggiunge i 20 dipendenti e 2200 minimoto e scooter prodotti.
Blata fu presente anche nel Motomondiale 2005: avrebbe dovuto infatti fornire i motori a una squadra della MotoGP, la WCM (che cambiò infatti denominazione in Blata WCM), con un motore da 6 cilindri a V i cui piloti erano Franco Battaini e James Ellison, ma tale nuovo prototipo non vide mai la luce, costringendo il team a partecipare a tutte le gare della stagione con la moto della stagione precedente e non ripresentandosi poi al via nella stagione successiva 2006.
Recentemente è stata interessata da un'operazione di plagio dei suoi modelli da parte di costruttori dell'Estremo Oriente che ha causato sequestri e procedimenti penali in varie nazioni d'Europa, compreso l'Italia durante l'EICMA del novembre 2005.